# Gampsocera magnisinuosa
Gampsocera magnisinuosa är en tvåvingeart som beskrevs av Kanmiya 1983. Gampsocera magnisinuosa ingår i släktet Gampsocera och familjen fritflugor. Inga underarter finns listade i Catalogue of Life.